# Youness Ouaali
Pour les articles homonymes, voir Ouali.
 (mai 2020).
Youness Ouaali, né le 20 août 1985 à Hilversum, est un blogueur et polémiste néerlando-marocain.
Actif sur les réseaux sociaux, sous le pseudonyme « Youness Ouaali », il publie de longues vidéos où il commente l'actualité tout en prenant position sur divers sujets de société et interviewe de nombreuses personnalités tendances sur sa chaîne officielle. Ses sujets évoqués dans ses vidéos, principalement vus par la communauté allochtone, lui ont valu des invitations dans des plateaux de télévisions néerlandais. Il bénéficie, en 2015, d'une certaine exposition médiatique en raison de son incitation à « tabasser chaque touriste israélien présent sur le territoire néerlandais ».
Il devient ensuite controversé en raison de propos jugés homophobe. Soutenu par la communauté marocaine des Pays-Bas sur les positions qu'il prend sur les divers sujets de la société, il échappe à une tentative d'assassinat en 2017 après avoir été condamné pour une affaire de pédophilie.

## Biographie

### Origines et jeunesse
Youness Ouaali, natif des Pays-Bas, grandit dans une famille marocaine dans la ville de Hilversum. Ses parents sont originaires de Dar el Kebdani au Maroc. Diplômé en haute école, il travaille en tant que boulanger avant de se consacrer à la publication de vidéos sur de divers sujets de la société. Le vloggeur avoue être anti-LGBT.

### Accusation d'incitation à la violence contre les Israéliens
Le 13 octobre 2015, Youness Ouaali publie sur son réseau Facebook : « Ne serai-ce pas une bonne idée de tabasser chaque touriste israélien qu'on croise aux Pays-Bas? Sauf les enfants bien-sûr, qu'en pensez vous? ». De nombreuses plaintes furent déposés contre le vloggeur. Youness Ouaali est invité sur le plateau de télévision de NPO 1 pour se défendre de ses paroles, qui en aucun cas est de l'incitation à la violence, mais plutôt une question pour la communauté musulmane. Pris au premier degré, le parti politique VVD a proposé une sécurité maximale aux autorités néerlandaises pour chaque touriste israélien voyageant aux Pays-Bas.
Dans les plateaux télévisées, Youness Ouaali considère Israel comme un état terroriste. Le vloggeur fait également du bruit en Belgique, où l'affaire est régulièrement évoqué et médiatisé. 

### Conflits et polémiques
En novembre 2017, le présentateur Ajouad El Miloudi et Youness Ouaali entrent en conflit en pleine rue. Selon l'avocat du présentateur, Ouaali aurait critiqué l'émission présentée par Ajouad El Miloudi. Le vloggeur serait entré en confrontation avec Ajouad El Miloudi, demandant une rançon de 5000 euros s'il ne veut pas être affiché sur ses réseaux sociaux. Quelques jours plus tard, Ajouad El Miloudi porte plainte contre Youness Ouaali.
En mars 2019, une descente générale est organisée par la communauté marocaine aux Pays-Bas pour aller en aide à Soufian, un jeune garçon habitant à Urk, victime d'agressions racistes. Le 14 mars 2019, Youness Ouaali dit être le premier à être présent avec une dizaine d'amis.
En début avril 2020, la vidéo d'un jeune Marocain rabaissant un couple homosexuel à Amsterdam choque et fait le buzz aux Pays-Bas,. Le jeune garçon, mineur est arrêté par la police. Le 13 avril 2020, Youness Ouaali invite Ilyas, le jeune garçon de quinze ans sur son studio pour s'expliquer et éclaircir l'incident qui a également fait la Une dans les médias belges, allemands et britanniques. Le vloggeur ayant une énorme notoriété grâce à l'interview postée, prend position pour le jeune garçon, provoquant une énorme polémique aux Pays-Bas,. Youness Ouaali est également considéré comme étant ultra-homophobe.

### Accusations de pédophilie
Le 10 septembre 2018, Youness Ouaali est arrêté par la police néerlandaise et accusé d'avoir eu des rapports sexuels avec une mineure à Nimègue. La mineure aurait menti sur son âge et aurait ensuite porte plainte contre le vloggeur. Ayant l'obligation de s'expliquer au tribunal de Lelystad, Youness Ouaali se défend en prouvant que la jeune fille lui aurait dit qu'elle était âgée de 23 ans.
En janvier 2020, une peine de deux ans de prison est réclamée pour ses paroles anti-sémites et son rapport sexuel avec mineure.  Le 4 février 2020, il est finalement condamné à 240 jours de prison et de 200 heures de service public.
À la suite de cette affaire, Youness Ouaali est victime d'une fusillade qui éclate à quelques rues de son domicile. Le vloggeur parvient à prendre la fuite au bord d'une Audi A4 avec deux impacts de balles sur la voiture. L'affaire est classée sans suite.

### Menaces de mort envers FunX
En mai 2020, la chaîne FunX arrête immédiatement son émission Ramadan Late Night à la suite de menaces de mort envers les rédacteurs de l'émission. Les menaces trouvent cela interdit de tourner de la musique pendant une émission qui consiste à évoquer des débats islamiques en plein mois de ramadan. Le présentateur Morad El Ouakili, connu sous le nom de Dj Moradzo, porte plainte dans le même mois pour menace de mort.
Les menaces viendraient droit du réseau social Instagram du vloggeur Youness Ouaali. Selon El Ouakili, Ouaali aurait envoyé 'une armée' pour lancer les messages de menaces aux rédacteurs de FunX, lançant comme message : "Il s'agit d'un petit groupe de musulmans radicaux prêts à faire n'importe quoi pour leur honneur." Le siège social de FunX est protégé par des patrouilles de police tout au long du mois de ramadan pour éviter quelconque attaque.

### Télévision
- 2015 : Youness Ouaali provoceert joden in Pauw diffusé sur NPO 1 ;
- 2019 : Débat La démocratie aux Pays-Bas diffusé sur NPO 1 ;
- 2018 : Youness Ouaali en Selma Omari krijgen ruzie na discussie over Boef dans l'émission Talkshow diffusé sur NPO 1 ;